# كريستيان تودور
كريستيان تودور (بالرومانية: Cristian Tudor)‏ (23 أغسطس 1982 في رومانيا - 23 ديسمبر 2012 في رومانيا) هو لاعب كرة قدم روماني في مركز الهجوم. لعب مع أف سي موسكو وسبارتاك فلاديكافكاز ونادي بيستويسي ونادي شريف تيراسبول وغلوريا بيستريتسا ‏.

## الوفاة
توفى في 2012 وهو في الثلاثين من عمره بسبب التليف الكبدي.

## وصلات خارجية
- كريستيان تودور على موقع قاعدة بيانات كرة القدم.إي يو (الإنجليزية)
- كريستيان تودور على موقع عالم كرة القدم.نت (الإنجليزية)